# Жигалки (триба)
Жигалки (лат. Stomoxyini) — триба двукрылых из семейства настоящих мух, некоторыми систематиками рассматривается как подсемейство Stomoxyinae.

## Описание
Мухи длиной 2—8 мм с длинным хоботком, приспособленным для кровососания. Глаза с вогнутым задним краем и выпуклым затылком. На среднеспинке имеется рисунок из пяти полос. Нередко полосы имеют разрывы. Медиальная жилка крыла обычно изогнута.

## Экология
Самки и самцы питаются цветочным нектаром, а также кровью позвоночных животных. Виды родов Stomoxys и Haematobia нападают на домашний скот, что приводит к экономическому ущербу промышленному животноводству, который исчисляется миллиардами долларов США. Представители трибы являются переносчиками стафилококков, нематод (Stephanofilaria stilesi и Habronema microstoma) и трипаносом. Некоторые особи способны передать ВИЧ-инфекцию. Личинки развиваются в навозе или других переувлажнённых разлагающихся органических веществах.

## Классификация
В мировой фауне известен 51 вид в составе 10 родов.
- Bruceomyia Malloch, 1932
- Haematobia Le Peletier & Serville, 1828
- Haematobosca Bezzi, 1907
- Neivamyia Pinto & Fonseca, 1930
- Parastomoxys Zumpt, 1973
- Prostomoxys Zumpt, 1973
- Rhinomusca Malloch, 1932
- Stomoxys Geoffroy, 1762
- Stygeromyia Austen, 1907

## Распространение
Триба имеет космополитическое распространение.